# Kandang Mas (Dawe)
Kandang Mas is een bestuurslaag in het regentschap Kudus van de provincie Midden-Java, Indonesië. Kandang Mas telt 11.611 inwoners (volkstelling 2010).